# Fonte secondaria
Una fonte secondaria in storiografia e in filologia è uno scritto in cui si descrive, discute, interpreta, commenta, analizza, riassume una o più fonti primarie basandosi usualmente anche sulla consultazione di altre fonti secondarie.
Le monografie storiche pubblicate attualmente sono ad esempio fonti secondarie.

## Descrizione
Fonti secondarie ideali hanno generalmente due caratteristiche: a) narrano avvenimenti accaduti nel passato; b) svolgono una funzione di generalizzazione, analisi, sintesi, interpretazione e/o valutazione degli eventi.
Un esempio di fonte secondaria potrebbe essere la biografia di una figura storica, che costruisce una narrazione coerente basata su una varietà di documenti di riferimento (riferiti come fonti primarie), noti al momento della stesura della biografia stessa, oppure nuovi originali verificabili, come lettere, diari, articoli di giornale e registrazioni ufficiali. Le fonti secondarie possono inoltre riferirsi ad altre fonti secondarie, ad esempio la biografia in oggetto può riferirsi ad altre biografie scritte in precedenza. La quantità di relazioni di riferimento tra le fonti e la loro qualità (soprattutto tra fonti secondarie e fonti primarie intrinsecamente attendibili) e maggiormente la disponibilità e verificabilità delle stesse incide nel grado di reciproca attendibilità. Il più delle volte, ma non sempre, le fonti secondarie fanno un esteso uso di citazioni come necessario strumento di controllo e verifica della propria attendibilità.
La distinzione tra fonte primaria e fonte secondaria può basarsi spesso sull'uso della fonte. Ad esempio, le biografie sono generalmente considerate fonti secondarie; ma se uno storico scrive uno studio di storia sulla stesura della biografia stessa durante un certo periodo o in un certo luogo, essa diventerà una fonte primaria per lo studio – le biografie diventano esse stesse i documenti da essere analizzati come prodotti del loro tempo. Molte fonti secondarie utilizzano altre fonti secondarie come fonti primarie, in parte perché tutte le fonti secondarie sono esse stesse scritte "nel loro tempo" ed entro il contesto intellettuale e culturale dell'epoca, una caratteristica che è usualmente più ovvia nelle fonti primarie.
Fonti secondarie sono spesso revisioni paritarie e pubblicazioni di istituti, dove l'accuratezza metodologica è importante per la reputazione dell'autore, della casa editrice, dell'istituto di ricerca. Gli storici sottopongono sia le fonti primarie che secondarie ad un alto grado di scrutinio.
Molti studiosi hanno discusso sulla difficoltà nella produzione di fonti secondarie dalla "informazione originale" che è stata fatta in passato. Lo storico/filosofo Hayden White ha scritto molto sui modi con cui le strategie retoriche degli storici costruiscono la narrazione del passato, e quale sorta di assunzioni circa tempi ed eventi sono incastrati nella vera struttura della narrazione storica. In ogni caso, la questione dell'esatta relazione fra "fatti storici" e il contenuto della "storia scritta" è stato argomento di discussione fra gli storici fin dalla fine del XIX secolo, quando molto della moderna professione di storico doveva ancora venire.
Come regola generale, gli storici moderni preferiscono risalire alle fonti primarie disponibili oppure cercarne di nuove, perché le fonti primarie, che siano accurate o meno, offrono nuovi spunti alla ricerca storica. Perciò molta parte della storiografia moderna ruota attorno ad un utilizzo massiccio di archivi, mirato ad individuare nuove fonti primarie utili. D'altro canto, molti progetti di ricerca non avanzati sono limitati a materiale costituito da fonti secondarie.